# Dominique Ducharme (Musiker)

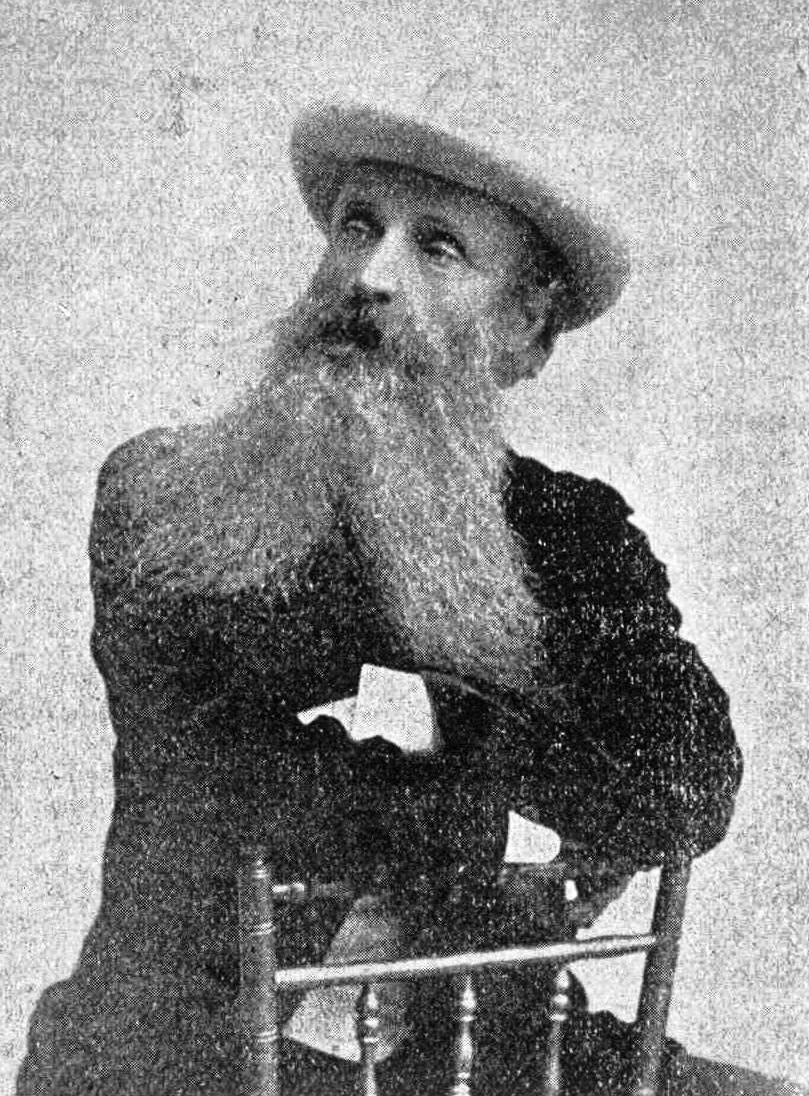
Dominique Ducharme, 1899

Dominique Ducharme (* 14. Mai 1840 in Lachine; † 28. Dezember 1899 in Montreal) war ein kanadischer Pianist, Organist und Musikpädagoge.

## Leben und Wirken
Ducharme hatte als Kind Klavierunterricht bei einem Organisten seiner Heimatstadt, den er in Montreal bei Paul Letondal und dann für ein Jahr bei Charles W. Sabatier fortsetzte. Von 1863 bis 1868 studierte er am Pariser Konservatorium Klavier bei Antoine François Marmontel und Harmonielehre bei François Bazin. Bei von Gioacchino Rossini organisierten Soireen lernte er Franz Liszt kennen, der ihn in seiner Klaviertechnik beriet.
1868 kehrte Ducharme nach Montreal zurück. Er wirkte von 1869 bis 1898 als Organist an der Gesù Church, als Pianist trat er nur gelegentlich auf. Überwiegend widmete er sich der Lehrtätigkeit. Zu seinen Schülern zählten Édouard Clarke, Achille Fortier, Alfred La Liberté, William Reed, Émiliano Renaud und Joseph Saucier. 1896 und 1897 war er Präsident der Académie de musique du Québec.